# Simidele Adeagbo
Simidele Adeagbo (Toronto, 29 juli 1981) is een Canadees-Nigeriaans skeletonster en monobobsleeër. 

## Carrière
Adeagbo werd geboren in Canada maar haar familie keerde kort hierna terug naar Nigeria. Ze verhuisde nog een aantal keren voor de job van haar vader en kwam uiteindelijk terecht in Louisville waar haar vader werkte aan de University of Louisville. Zelf ging ze naar de University of Kentucky waar ze aan atletiek deed. Toen ze afstudeerde in 2002 ging ze aan de slag bij Nike terwijl ze trainde voor de Olympische Zomerspelen 2004 in het hink-stap-springen. Ze miste de Spelen omdat ze zich niet kon kwalificeren, ze kwam toen uit voor de Verenigde Staten. Ze trainde van 2006 tot 2008 samen met Al Joyner om zich te kwalificeren voor de Spelen van 2008, maar miste net de kwalificatie. Ze zag af om voort te gaan tot de Olympische Spelen van 2012.
Ze nam een job aan bij Nike in Zuid-Afrika, waar ze in 2017 een filmpje zag van de Nigeriaanse bobsleeploeg. Ze deed een try-out voor het team en haalde deze omdat de Olympische Winterspelen van 2018 te dichtbij waren deed ze eerst aan skeleton. Ze wist zich te kwalificeren via een regel die atleten toeliet van landen die geen echt wintersportprogramma kende. Ze moest enkel voldoen aan basis veiligheidsvaardigheden een aantal wedstrijden eindigden en de beste atleet van Afrika zijn.
Ze nam in 2018 deel aan de Olympische Spelen waar ze 20e en laatste werd. Ze was daarmee de eerste sporter uit Nigeria die deelnam aan de Olympische Winterspelen. Ze droeg ook de vlag bij de sluitingsceremonie. 
Ze nam enkel nog maar deel aan de lagere reeksen en was nog niet actief in de wereldbeker of op een wereldkampioenschap. Sinds het seizoen 2019/2020 is ze ook actief in de monobob waar ze in het eerste seizoen eindigde als tiende in de eindstand. In het seizoen 2021/22 wist ze haar eerste Wereld Serie wedstrijd te winnen in januari 2022, ze eindigde als 33e in de einduitslag. Ze wist zich niet te kwalificeren voor de Olympische Spelen 2022 maar zei dat ze de Spelen miste omdat er meer mannenteams meedoen in de 4-mansbobslee dan er plaatsen zijn voor vrouwelijke monobosleeërs.
Ze is naast haar sportcarrière een advocate. Ze is ook een lid van de Obama Foundation Leaders en ambassadeur van het Malala Fund van Malala Yousafzai. In 2019 werd ze een fellow aan de Maurice R. Greenberg World Fellows Program van de Yale-universiteit. Ze richtte ook de Simi Sleighs Foundation op. Ze werd in 2022 opgenomen in de Olympians for Life Hall of Fame als eerste vrouwelijke Afrikaanse Wintersporter.

## Persoonlijke records atletiek
Outdoor
| Onderdeel          | Prestatie          | Datum        | Plaats |
| ------------------ | ------------------ | ------------ | ------ |
| verspringen        | 6,20 m (+0,9 m/s)  | 19 juni 2004 | Eugene |
| hink-stap-springen | 13,99 m (+2,0 m/s) | 27 juni 2008 | Eugene |

Indoor
| Onderdeel          | Prestatie | Datum           | Plaats    |
| ------------------ | --------- | --------------- | --------- |
| 60 m               | 7,59 s    | 13 januari 2001 | Lexington |
| verspringen        | 6,25 m    | 28 januari 2005 | Nampa     |
| hink-stap-springen | 13,40 m   | 28 januari 2006 | Seattle   |

## Resultaten

### Skeleton

#### Olympische Spelen
| Jaar | Plaats      | Resultaat |
| ---- | ----------- | --------- |
| 2018 | Pyeongchang | 20e       |

### Bobslee

#### World Serie Monobob
| Seizoen | Resultaat |
| ------- | --------- |
| 2020/21 | 10e       |
| 2021/22 | 33e       |